# Рудня Маримонова
Ру́дня Маримо́нова (біл. Рудня Марымонава) — село, центр Руднемаримоновської сільської ради Гомельського району Гомельської області Республіки Білорусь.

## Географія

### Розташування
На півдні та заході межує з лісом. За 27 км від залізничної станції Якимівка (на лінії Калинковичі — Гомель), 50 км на південний захід від Гомеля.

## Гідрографія
Через село проходить меліоративний канал, з'єднаний з річкою Дніпро.

## Транспортна мережа
Транспортні зв'язки степовою дорогою, потім автомобільна дорога Калинковичі — Гомель. Планування складається з двох розділених каналом частин: східної (чотири короткі вулиці, які віялом розходяться від каналу на схід) та західної (безсистемна забудова вздовж каналу). Забудова дерев'яної садибного типу. У 1990-1993 роках збудовано 189 цегляних котеджів, у яких розмістилися переселенці із забруднених радіацією місць внаслідок аварії на Чорнобильській АЕС.

## Історія

### Стародавні часи
Виявлені археологами городища VII-III століття до н. е., III століття до н. е., ІІ століття н. е. ранньої залізної доби та поселення VII століття до н. е. — ІІ століття нашої ери (за 0,5 км на захід від села) свідчать про заселення цих місць з давніх-давен. 

### Російська імперія
За письмовими джерелами відоме з XVIII століття як село у володінні поміщиці Володьковій, а згодом — Хотеновській. З початку 1880-х років діяв хлібний магазин. Відповідно до перепису 1897 року розташовувалися: вітряк, зернодробарка. Поруч був однойменний фольварк. У 1909 році 1899 десятин землі, у Дятловицькій волості Гомельського повіту Могилівської губернії.

### Радянська доба
З 8 грудня 1926 року центр Рудня-Маримоновської сільради Дятловицького, з 4 серпня 1927 року Гомельського, з 10 лютого 1931 року Лоєвського, з 25 грудня 1962 року Речицького, з 15 січня 1964 року Гомельського районів Гомельського округу (до 26 липня) з 20 лютого 1938 року на Гомельщині. У 1930 році організовано колгосп «Смєлий», працювали паровий млин, 2 кузні. 

#### Німецько-радянська війна
Під час німецько-радянської війни німецькі окупанти створили у селі свій гарнізон, розгромлений партизанами. У листопаді 1943 року карателі спалили 87 дворів та вбили 87 мешканців. У боях за село в 1943 році загинули 144 радянські солдати (поховані в братській могилі на південній околиці). 60 мешканців загинули на фронті. 

#### Повоєнні роки
В 1959 центр радгоспу імені Некрасова. Розташовані середня школа, клуб, Будинок культури, амбулаторія, бібліотека, аптека, ветеринарна ділянка, відділення зв'язку, комплексний приймальний пункт побутового обслуговування населення, швейна майстерня, їдальня, 2 магазини, лазня, дитячий садок.

## Населення

### Чисельність
- 2004 рік — 291 господарство, 803 жителі.